# Haller Salzsieder

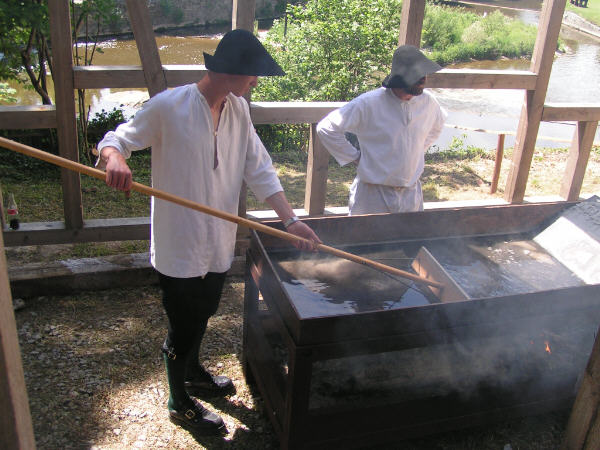
Haller Salzsieder (Schauspiel)

Haller Salzsieder waren in Schwäbisch Hall tätig. Dort wurde bereits in der Eisenzeit Salz durch Salzsieder gewonnen. Im Mittelalter gelangte die Stadt auch durch die Salzgewinnung und den Handel mit Salz zu Wohlstand. Die Saline wurde bis ins 20. Jahrhundert betrieben, die Tradition der Salzsieder lebt bis heute fort. Die Geschichte der Stadt ist eng mit der Geschichte der Salzsieder verbunden.

## Keltische Saline
In Hall wurde bereits in der Latènezeit eine Saline betrieben, wie Ausgrabungen ergaben. Beim Bau der Kreissparkasse entdeckte man 1939 zahlreiche Bodenfunde: drei Öfen, Solebrunnen, sieben Holztröge und zahlreiche Ziegelgebilde, die als Briquetagen identifiziert wurden. Schwäbisch Hall ist der einzige Ort in Süddeutschland, an dem vorgeschichtliche Salzgewinnung sicher nachgewiesen werden kann. Dendrochronologische Untersuchungen datierten einen als Soletrog dienenden Baumstamm auf das Jahr 280 v. Chr. Die Solequelle und die Saline wurden von einem Bergrutsch verschüttet, der mutmaßlich auf die Abholzung des Hangs zurückzuführen ist; das Holz wurde als Energiequelle für die Solesiederei benötigt. Das Ende der keltischen Saline ist nicht genau zu fassen.

### Arbeitsweise der keltischen Salzsieder
Das Salzwasser wurde aus dem Solebrunnen in Holztröge geschöpft oder über Holzrinnen eingeleitet. In den Holztrögen befanden sich erhitzte, poröse Tonteile, beim Übergießen verdunstete Wasser. Diese angereicherte Sole wurde in die Siedeschalen auf den angeheizten Öfen gefüllt, bis dort genügend Wasser verdunstet und das Salz auskristallisiert war. In feuchtem Zustand gelangte das Salz dann in Form- und Trocknungsgefäße. Durch die einheitliche Form war ein gleicher Rauminhalt der Salzstücke gewährleistet, so dass sie eine leicht zu verrechnende Handelseinheit darstellten. Zum Transport und Weiterverkauf wurde das Salz meist wieder aus dem Formbecher entfernt.

## Mittelalterliche Saline
Nach dem Niedergang der keltischen Saline ist die Salzgewinnung erst wieder seit dem Hochmittelalter belegt. Im Öhringer Stiftungsbrief von 1037 wird Hall als in halle-…superiori bezeichnet. Zu diesem Zeitpunkt muss also bereits eine Saline bestanden haben. Der Sage nach hatte ein Graf von Westheim um 800 auf der Jagd die Solequelle entdeckt. Die Herren von Hall waren die Grafen von Komburg, das Bergregal und die Nutzung der Saline lag – wie damals üblich – in der Hand des Königs. Zu Beginn des 12. Jahrhunderts ging Hall als Erbe an die Staufer über, die auch Eigentümer des Bodenschatzes wurden. Die Staufer trieben den Ausbau der Stadt voran. Wichtigstes Indiz für die neue Bedeutung der Stadt war die Einrichtung einer Münzprägestätte, in der der Heller geprägt wurde, der bald in ganz Mitteleuropa bekannt war. Mit der Zuschüttung eines Kocherarmes wurde der Salinenbereich, der sich zuvor außerhalb der Stadt auf einer Insel im Kocher befunden hatte, 1250 in die Stadt integriert.
Im Lauf der späten Stauferzeit wurden die Königsrechte an der Saline – Brunnen und Siedepfannen – vermehrt als Lehen vergeben. Der königliche Besitz zersplitterte so immer mehr. Das Eigentum am Haalbrunnen und Siederecht war in Sieden eingeteilt (1 Pfanne = 20 Eimer). Um 1300 bestanden die folgenden Besitzverhältnisse:
| Besitzer                        | Siedenseigentum           |
| ------------------------------- | ------------------------- |
| König                           | 5 Pfannen, 5 Eimer        |
| Kirche (Klöster, Orden, Stifte) | ca. 20 Sieden             |
| Altar in St. Katharina          | 1 Sieden                  |
| Spital                          | 5 Pfannen weniger 5 Eimer |
| gemeine Bürger                  | 17,5 Sieden               |
| meliores (späterer Stadtadel)   | ca. 55 Sieden             |

Die Bürger besaßen also bereits um 1300 rund 70 % der Siederechte. Diesen Besitz mussten die Bürger gegen die Schenken von Limpurg verteidigen, die Hall zum Zentrum ihres Territoriums machen wollten. Dabei kam es auch zu bewaffneten Auseinandersetzungen, die schließlich von Rudolf von Habsburg geschlichtet wurden. Die benachbarten Herren von Hohenlohe wurden als Landrichter für künftige Fälle anerkannt, das Gericht in Hall blieb aber für alle Haller Bürger zuständig. Nach diesem Sieg begann die Stadt mit dem Ausbau ihres eigenen Territoriums, das schließlich aus den Städten Hall, Vellberg und Ilshofen sowie aus über 100 Dörfern und Weilern bestand. Umgeben war das Gebiet der Stadt, die bereits 1276 als Reichsstadt anerkannt wurde, von einer Grenze mit Wall und Graben, dem Haller Landheeg. Bis 1802 galt in diesem Gebiet Haller Recht.
Die Inhaber der Siederechte sotten das Salz nicht selbst, sondern bestellten Verwalter und beschäftigten Sieder. Die Sieder hatten das Wohnrecht in der Nähe des Haals und wurden in Salz entlohnt. Zwischen 1324 und 136 bildeten sich so zwei gesellschaftliche Gruppen heraus, die über Jahrhunderte die Geschicke des Salzwesens in Hall bestimmten: die Herren der Sieden und die Sieder.
Mit dem Hauptgrundvertrag aus dem Jahr 1306 (oder 1316), der eine Auflistung von Siedeberechtigten mit ihren Anteilen darstellt, wurde die Zahl der Sieden für rund 500 Jahre auf 111 Sieden beschränkt. Eine Aufstockung der Sieden wurde somit unterbunden. Die Herren der Sieden waren die Eigentümer des Haalbrunnens und der 111 Siedeanteile. Den Siedern war die Nutzung der Sole überlassen, wobei einige Sieder schon Siedeanteile erworben hatten und somit eigentlich zu den Herren der Sieden gehörten. Die Verleihung der Nutzungsrechte an die Sieder geschah zu Anfang eines jeden Jahres durch Handstreich. Erst im Verlauf des 14. und 15. Jahrhunderts änderte sich dies, als einer zunehmenden Zahl von Siedern das Recht zu sieden zuerst auf mehrere Jahre, dann auf Lebenszeit und später „zu Erb“ verliehen wurde. Mit dem Recht der Siedenserbleihe wuchs auch die Bedeutung der Sieder, die nun nicht mehr Unfreie waren und selbst zu Herren der Sieden werden konnten. Die ersten Sieder zogen 1348 in den Rat der Stadt ein.

### Organisation der Saline

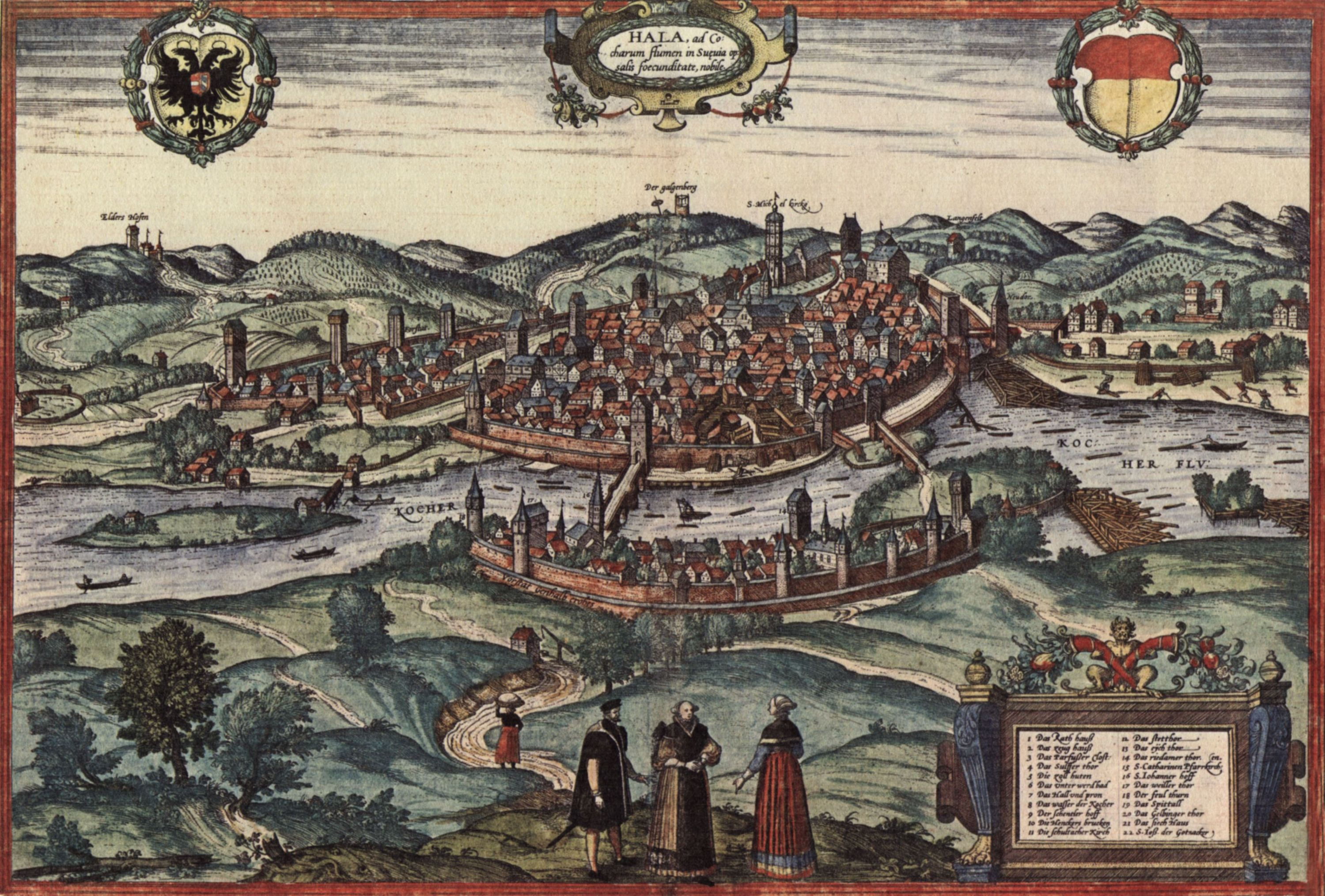
Haller Stadtplan von Frans Hogenberg (1580)

Die Organisation des Salzwesens umfasste neben den Lehnsherren und den Siedern auch die Siedeknechte und Mägde, Tagelöhner und Schreiber. Die Leitung und Aufsicht hatten vier Vorsteher aus der Siederschaft inne, die 1385 erstmals erwähnten Viermeister. Sie hatten auch den Holzhandel, das Floßwesen und die Beschaffung von Pfanneisen unter sich. Zuerst wurden die Viermeister von den Siedern gewählt, später von der Stadt bestimmt. Im ausgehenden 16. Jahrhundert stellte die Stadt den Viermeistern aufgrund der zunehmenden Verwaltungsarbeit das Amt des Hauptmanns des gemeinen Haals zur Seite, der Posten wurde mit Juristen besetzt. Im 18. Jahrhundert wurde die Leitung des Haals durch den Haalkonsulenten ergänzt. Dem Haalgericht, dem die Viermeister, der Hauptmann des gemeinen Haals, der Haalkonsulent und die Pfleger (die für die städtischen Sieden zuständigen Ratsmitglieder) samt ihren Schreibern angehörten, oblag die Leitung des Haals.
Im 14. Jahrhundert besaß die Saline eine weitgehende Selbstorganisation, die Siederschaft kann als autonom bezeichnet werden. Die Haalordnung von 1385 war beispielsweise ohne erkennbare Mitwirkung des Rats zu Stande gekommen. Der Einfluss der Stadt vergrößerte sich jedoch vor allem durch neue Besitzverhältnisse. Um 1500 bestanden die folgenden Besitzverhältnisse:
| Besitzer            | Siedenseigentum      |
| ------------------- | -------------------- |
| Stadt               | 25 Sieden, 8 Eimer   |
| Kirche (Klöster)    | 12,5 Sieden          |
| Kirche (Altaristen) | 7,5 Sieden           |
| Bürger (Stadtadel)  | 22 Sieden            |
| sonstige Bürger     | ca. 31 Sieden        |
| Sonstige            | weniger als 1 Sieden |

Mit dem Zuwachs des Eigentums an der Saline wuchs auch der Einfluss der Stadt auf sie. Ab dem 15. Jahrhundert wurden die Haalordnungen vom Rat der Stadt erlassen, die Viermeister waren an das Weisungsrecht des Rats gebunden und das Haalgericht war eine städtische Behörde. Nach dem Stadtbrand von 1728, bei dem auch das Haal vollständig zerstört wurde, wuchs der Einfluss der Stadt noch weiter, da sie als Ausgleich für den Wiederaufbau 24 Sondersieden erhielt. Um 1700 verteilte sich das Siedeigentum wie folgt:
| Besitzer                                     | Siedenseigentum      |
| -------------------------------------------- | -------------------- |
| Stadt                                        | 21,25 Sieden         |
| Kirche (Klöster)                             | 10,75 Sieden         |
| Spital                                       | 4 Sieden             |
| Bürger (hohe Stadtbeamte und Ratsmitglieder) | ca. 40 Sieden        |
| Bürger (Geistliche)                          | 9 Sieden             |
| Bürger (niedrige Stadtbeamte und Handwerker) | ca. 8 Sieden         |
| Bürger (ohne Angaben von Stand und Beruf)    | ca. 10 Sieden        |
| Auswärtige                                   | 7,75 Sieden, 6 Eimer |

Im Jahr 1776 besaßen über 1.600 Personen Rechte an der Haller Saline. Die Stadt betrachtete die Saline als Privateigentum und nicht als Regal. Dies wurde besonders 1804 deutlich, als der neue Landesherr Friedrich die Salinenrechte der Bürger und das Erb der Siedeberechtigten durch einen privaten Rechtstitel und durch Kauf erwarb. Damals waren 193 Familien Mitglied der Siederschaft. Deren Nachkommen erhalten bis heute eine Geldrente, die der Hauptvertrag von 1804 regelt: Den Erbgenossen wird für den Genuss der im Erbfluss stehenden Sieden auf ewig eine unveränderliche Jahr-Taxe von 480 Gulden zugesichert. Als Rechtsnachfolger des Königreichs Württemberg bezahlt das Land Baden-Württemberg bis heute diese Rente den Nachfahren der damaligen Salzsieder. Insgesamt kommen so über das Haalamt jährlich etwa 15.000 € zur Auszahlung, die über ein kompliziertes System alter Maßeinheiten (Eimer, Schoppen, Maas und Sieden) in unterschiedlicher Höhe an rund 300 berechtigte Familien ausbezahlt werden.

### Solegewinnung und der Haalbrunnen

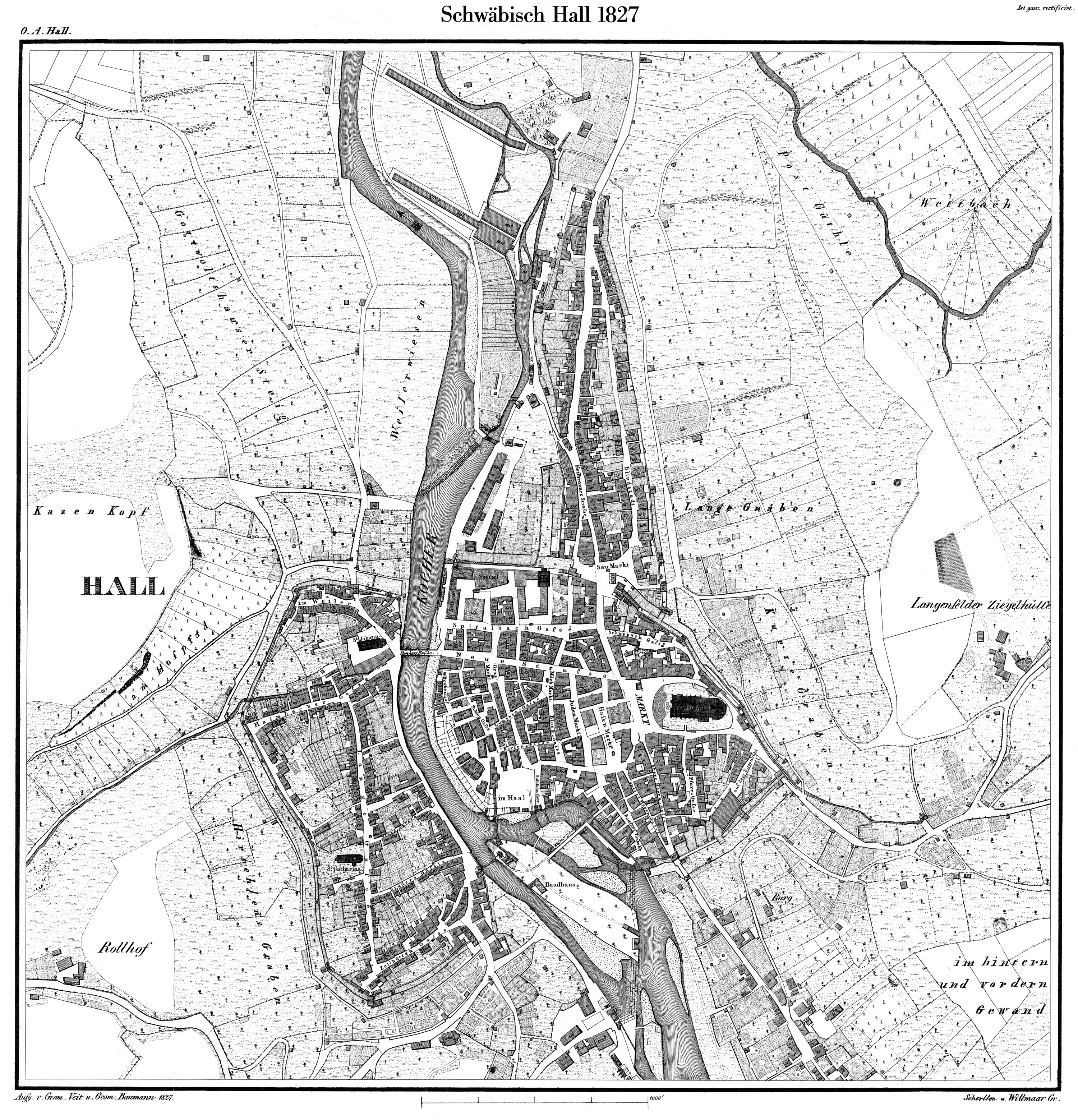
Haller Stadtplan von 1827

Die Quelle wurde als Haalbrunnen gefasst, bis 1825 wurde die Sole dort geschöpft und gepumpt. Die Sole wurde bis 1739 ausschließlich nach der Gewöhrdmethode konzentriert, also im Prinzip wie in vorgeschichtlicher Zeit. Diese Methode wurde erst 1786 abgeschafft. Gegen den Widerstand der Sieder richtete der Haller Magistrat 1739 eine effektivere Anlage zur Luftgradierung ein. Damit konnte der immense Verbrauch an Brennholz reduziert werden, das aus den Ellwanger Bergen und dem Mainhardter Wald nach Hall geschafft wurde.
Seit 1813 bohrte die nun Königlich Württembergische Saline bei Hall nach konzentrierter Sole. Bei Uttenhofen stieß man 1822 schließlich in 95 m Teufe auf ein Salzflöz von 6 m Dicke. Zuerst wurde dieses ausgesolt, bis 1825 das Bergwerk Wilhelmsglück mit dem Abbau des Flözes im Pfeilerabbau begann. Teilweise wurde das gewonnene Salz aufgelöst und über eine 10 km lange Leitung durch das Kochertal in die Saline transportiert. Das Bergwerk wurde 1900 aufgrund der ungünstigen Verkehrslage und der Konkurrenz durch das Friedrichshaller Salzbergwerk stillgelegt. Die Saline wurde noch bis 1924 weiterbetrieben.
Durch die Salzgewinnung kam die Stadt im Mittelalter zu großem Reichtum. Noch im 18. Jahrhundert stellten die Haller bis zu 3.000 Tonnen Salz jährlich her.
Die Salzquelle wird bis heute genutzt, allerdings nicht mehr zur Salzgewinnung, sondern lediglich für medizinische Zwecke und für das Solebad.

## Salzhandel
Über den Salzhandel zur Keltenzeit ist so gut wie nichts bekannt. Erst mit dem Öhringer Stiftungsbrief 1037 sind erste Zeugnisse über den Salzhandel zu finden. Der weit verteilte Pfannenbesitz im 13. und 14. Jahrhundert (unter anderem in den Klöstern Denkendorf, Esslingen, Gnadental, Neresheim, im Stift Backnang und beim Deutschen Orden in Bad Mergentheim) lässt auf eine Verbreitung des Salzes aus Hall zumindest in diesen Orten schließen. Auch in der Stadt selbst wurde das Salz an Händler verkauft, die es mit Trägern und Fuhrwerken aus der Stadt schafften. Die Stadt Basel bezog so nachweislich in den Jahren 1264/69 Haller Salz, auch Straßburg (1314, 1338) und Speyer (1426) kauften Salz aus Hall. Auch die große Verbreitung des Hellers, der Haller Münze, lässt weit verbreitete Handelsbeziehungen vermuten. Zur Verteilung des Salzes errichtete man im 17. Jahrhundert zahlreiche Faktoreien, unter anderem in Heilbronn, Neckarsulm, Wimpfen, Mosbach und Heidelberg. Bis 1800 dehnte sich der Haller Salzhandel besonders im Gebiet zwischen Main, Rhein und Donau aus.

## Brauchtumspflege
Die Tradition der historischen Salzsiederzunft wird durch den Verein Alt Hall und den Großen Siedershof bis heute gepflegt.